# Donja Šemnica
Donja Šemnica – wieś w Chorwacji, w żupanii krapińsko-zagorskiej, w mieście Krapina. W 2011 roku liczyła 912 mieszkańców.